# Straßenradsport-Weltmeisterschaften 1946
Die Straßenradsport-Weltmeisterschaften 1946 fanden am 1. September in Zürich (Schweiz) statt.

## Vorbemerkung
Diese Straßen-Weltmeisterschaften waren die ersten nach sieben Jahren Unterbrechung. Die letzten Weltmeisterschaften hatten 1938 stattgefunden, da die in Varese geplanten Wettkämpfe im Jahre 1939 durch den Ausbruch des Zweiten Weltkriegs nicht zur Austragung gekommen waren. Während des Krieges fanden keine Weltmeisterschaften statt. 1946 wählte man die Schweiz, da sie neutral und am wenigsten vom Krieg in Mitleidenschaft gezogen war. Deutsche Fahrer waren keine am Start, da es zu dieser Zeit noch keinen nationalen Verband gab.

## Renngeschehen
Der Rundparcours in Zürich für die Profis war 270 Kilometer lang. Es waren 32 Sportler am Start, von denen nur 17 das Ziel erreichten. Es siegte bei strömendem Regen der 33-jährige Schweizer Lokalmatador Hans Knecht, der schon 1938 Amateur-Weltmeister geworden war. Vorausgegangen war der Ausreißversuch einer Dreiergruppe mit Knecht sowie den beiden Belgiern Marcel Kint und Rik Van Steenbergen. An der letzten Steigung konnte der Schweizer seine beiden Begleiter abhängen. Van Steenbergen gestand später ein, Knecht unterschätzt zu haben. Knecht fuhr ein Stundenmittel von 36,1 km/h. Zudem gab es heftige Auseinandersetzungen in der belgischen Mannschaft, da diese eigentlich für Kint hatte fahren sollen. Zwei andere Favoriten bei den Profis hatten unterwegs Pech: Gino Bartali stürzte in der zwölften Runde, und Fausto Coppi hatte einen Defekt, der ihm fünf Minuten Zeit kostete, da ihm ein Kommissär verboten hatte, das Rad zu wechseln.
Bei den Amateuren, die 189 Kilometer zu bewältigen hatten, siegte der 24-jährige Franzose Henry Aubry. Er benötigte 5:21:41 Stunden, was einen Durchschnitt von 35,3 km/h ausmacht.

## Ergebnisse
| Profis (270 km) | Profis (270 km)     | Profis (270 km) | Profis (270 km) |
| Platz           | Athlet              | Land            | Zeit            |
| --------------- | ------------------- | --------------- | --------------- |
| 1               | Hans Knecht         | SUI             | 7:24:28 h       |
| 2               | Marcel Kint         | BEL             | + 0:10 min      |
| 3               | Rik Van Steenbergen | BEL             | + 0:59 min      |
| 4               | Mario Ricci         | ITA             | + 1:46 min      |
| 5               | Gerrit Schulte      | NED             | + 2:42 min      |
| 6               | Jean Kirchen        | LUX             | + 2:42 min      |
| 7               | Josef Bintner       | LUX             | + 4:47 min      |
| 8               | Adolfo Leoni        | ITA             | + 4:47 min      |
| 9               | Guy Lapébie         | FRA             | + 6:55 min      |
| 10              | Mathias Clemens     | LUX             | + 6:55 min      |
| 11              | Lucien Teisseire    | FRA             | + 8:38 min      |
| 12              | Gino Bartali        | ITA             | + 9:53 min      |
| 13              | Émile Masson junior | BEL             | + 10:08 min     |
| 14              | Albéric Schotte     | BEL             | + 10:17 min     |
| 15              | Willy Kern          | SUI             | + 10:43 min     |
| 16              | Josef Wagner        | SUI             | + 11:49 min     |
| 17              | Joaquín Olmos       | ESP             | + 17:37 min     |

| Amateure (189 km) | Amateure (189 km)   | Amateure (189 km) | Amateure (189 km) |
| Platz             | Athlet              | Land              | Zeit              |
| ----------------- | ------------------- | ----------------- | ----------------- |
| 1                 | Henri Aubry         | FRA               | 5:21:41 h         |
| 2                 | Ernst Stettler      | SUI               | unbekannt         |
| 3                 | Henri Van Kerckhove | BEL               | unbekannt         |